# Enteroxenos
Enteroxenos is een geslacht van weekdieren uit de klasse van de Gastropoda (slakken).

## Soorten
- Enteroxenos bouvieri Risbec, 1953
- Enteroxenos muelleri (Semper, 1868)
- Enteroxenos oestergreni Bonnevie, 1902
- Enteroxenos parastichopoli (Tikasingh, 1961)